# La Sagrada Família de la Bauma
La Sagrada Família de la Bauma és l'església de la colònia tèxtil de la Bauma, catalogada com a bé cultural d'interès local.

## Història

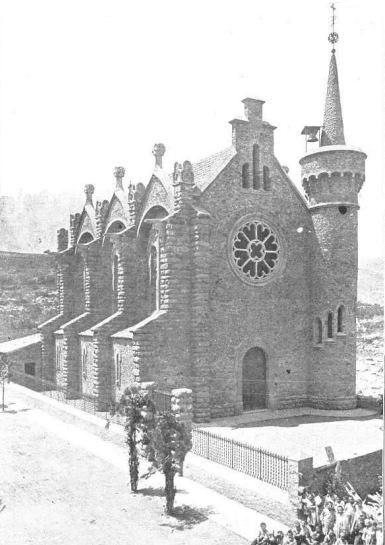
L'església el 1908

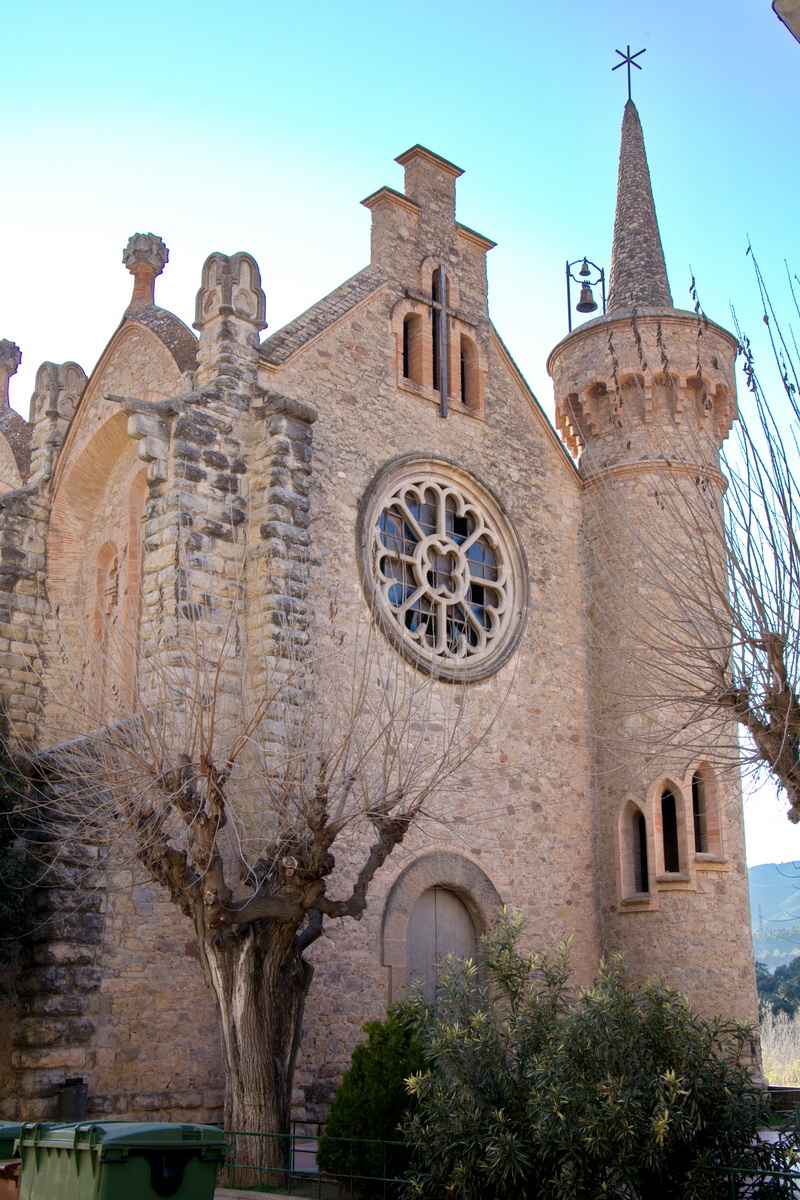
Façana de l'església

Va ser construïda durant els anys 1905-1908 per iniciativa de Joan Vial i Solsona, propietari de la colònia, que en pagà una bona part, i del bisbat, seons el projecte de l'arquitecte Alexandre Soler i March. Les obrescomençaren el mes de gener del 1905 i s'acabaren l'abril del 1908. Fou inaugurada pel bisbe de Vic Josep Torras i Bages i hi assistiren també el governador civil de Barcelona Ángel Ossorio y Gallardo. La riuada dels dies 19-20 de setembre del 1971 va inundar les barriades de vora el riu, de manera que les dependències i el sòl de l'església quedaren molt deteriorades. Els veïns de la Bauma van reconstruir-la, tot aportant donacions en diner i treball.

## Descripció
Església força monumental, d'estil medievalista, situada al peu de la carretera de Manresa a Terrassa, a mà dreta, en el barri de la Bauma. La planta de l'església presenta una gran nau central més ampla i dues de laterals, que acullen capelles separades per una alternança de columnes i pilars decorats amb motius vegetals. L'espai interior està distribuït en tres trams, determinats per tres columnes a ambdós costats i tres més d'intercalats. L'absis és semicircular i conté cinc finestres. Els vitralls laterals estan tapiats amb un envà per la part de dins, encara que visibles pel cantó de fora. Les columnes no són treballades, sinó senzillament buixardades. A l'altar major hi ha una escultura de la Sagrada Família. La façana principal presenta una porta adovellada, de mig punt i una gran rosassa. L'aparell és força irregular. A ambdós laterals hi ha quatre contraforts, obrats amb grans carreus. En conjunt l'església té un aspecte esvelt i amb verticalitat. La torre-campanar, de planta circular i coronada amb un esvelt cos cònic, dona al conjunt un aire centreeuropeu.